# Cislău, Buzău
Cislău este satul de reședință al comunei cu același nume din județul Buzău, Muntenia, România. Se află pe valea râului Buzău, la 52 km de orașul Buzău și 110 km de orașul Brașov, pe DN10 Buzău–Brașov.